# مرخ مدغشقري
مرخ مدغشقري (الاسم العلمي: Leptadenia madagascariensis)، نوع من النباتات المُزهرة تتبع فصيلة الدفلية، موطنها مدغشقر وجزر القناة الموزمبيقية (جزيرة جوان دي نوفا).